# Vasmagos előtét
A vasmagos előtét (vagy más néven induktív előtét) az elektromos gázkisüléssel üzemelő fényforrások indítási és üzemi feltételeit biztosító elektromos alkatrész, melyet sorosan kapcsolva a fényforrások elé, fizikailag pedig a lámpatestbe, azok szerelőlapjára helyeznek el. Feladatuk, hogy létrehozzák az indító feszültséget és szabályozzák az üzemi áramot.

## Fizikai megjelenésük
A vasmagos előtétek mindig téglalap alakúak, de méretben igen eltérőek lehetnek (lásd az 1. képet). 

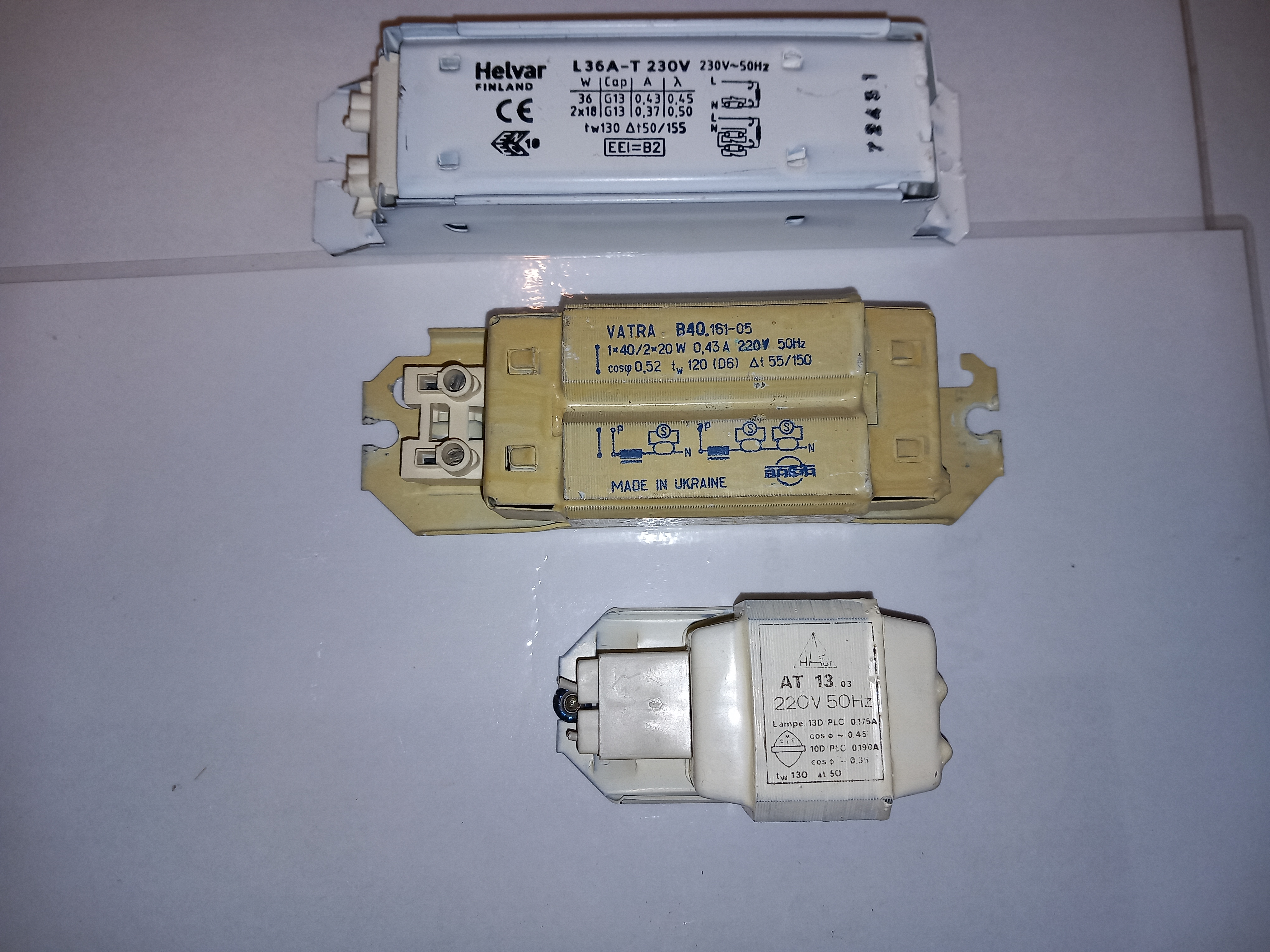
1. kép: Különböző méretű vasmagos előtétek

 Bekötési pontjuk csak az egyik oldalon található, másik oldaluk zárt. Tetejükön megtalálható a gyártó, a típus, hogy mennyi és hány wattos fényforrás(ok) üzemeltetésére tervezték, valamint hogy működését milyen elektrotechnikai jellemzők kísérik. Aljukra a lámpatestbe rögzítést szolgáló vaslemezt fogatnak, és előre ki vannak fúrva, vagy vágva a csavaros rögzíthetőség végett.

## Szerkezeti felépítésük
Szerkezetileg egy vasmagos tekercsnek felel meg, vagyis egy hosszúkás, kerekített végű sablonra feltekert vörösréz huzalból és a bezárt légközt kitöltő, illetve a tekercselést körbevevő vaslemezekből áll. A feltekert huzalt hívjuk tekercsnek, a közbülső lemezelést pedig vasmagnak, de a vele közvetlenül érintkező, azt körbevevő lemezelés (az érintkezés és a mágneses hatásokban való részvétel miatt) szintén a vasmag része (lásd a 2. képsor képeit).
| |  |
| 2. képsor: A vasmagos előtét két része: balra a tekercs, jobbra pedig a légközt kitöltő, illetve tekercset körbevevő vasmag |  |

Az előtétek általában külön mechanikai védelem nélkül készülnek, de létezik a vasmagot körbevevő tokozott változat is. Mivel a tokozás a hőleadást nehezíti, az ilyen gyártmányok külső burkolata és belső vasmagja közé egyes gyártók vékony aluminimumlemezt helyeznek, mely a jobb hőelvezetést szolgálja.

Vasmag típusa szerint léteznek sima, T és E vasmagos változatok is (lásd a 3. képet). 

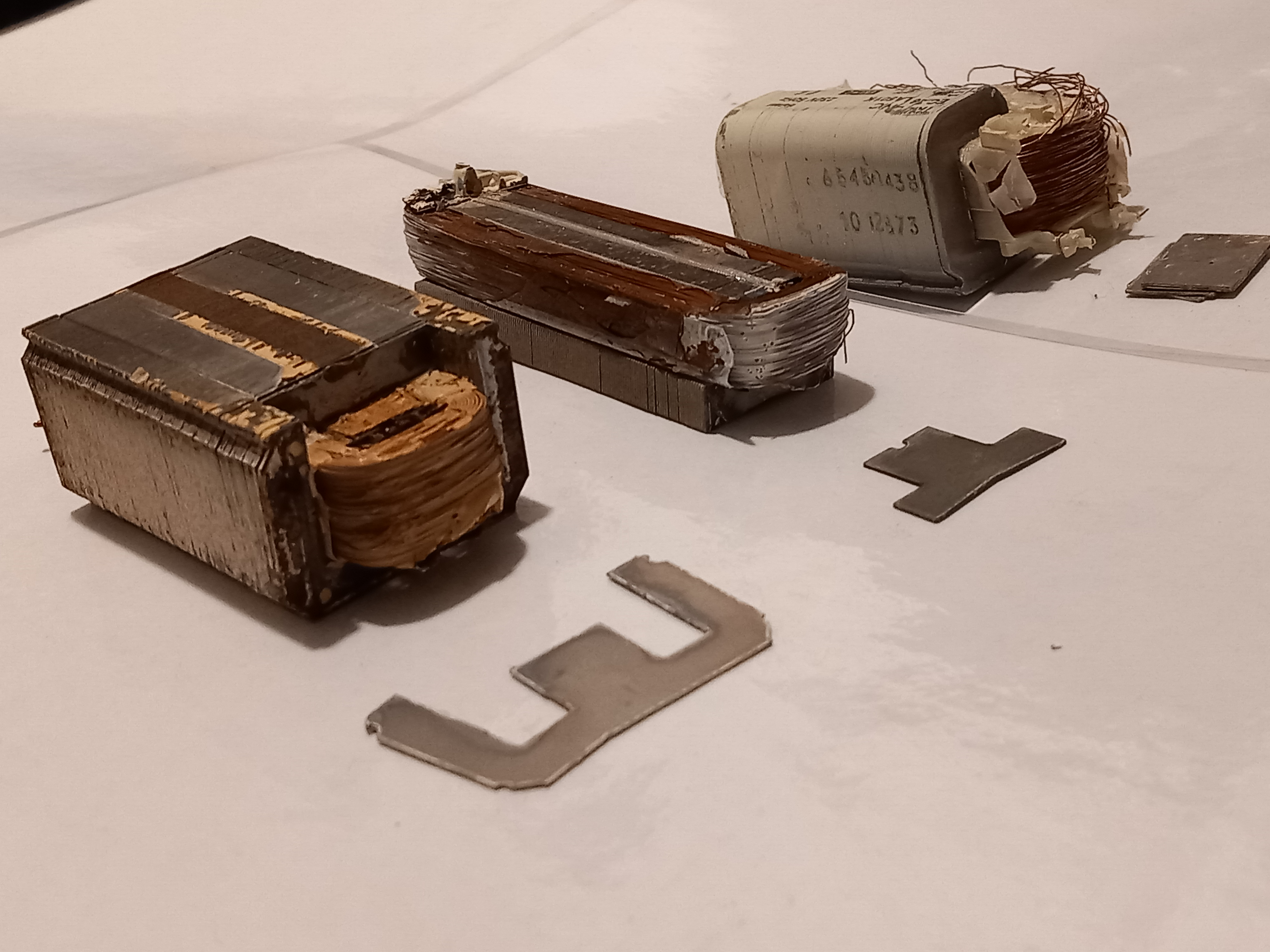
3. kép: Bontott vasmagos előtétek különböző típusú vasmaggal

A tekercselésben áram folyik, azok villamos szigeteléséről egyrészt a rézhuzal zománcozása, másrészt a huzalt körbevevő szigetelőfólia, vagy -lap gondoskodik, melyet a 2. képsor első képén meg lehet figyelni.
A vasmagos előtét első érintésvédelmi osztályú készülék, így a földelésbe bekötni kötelező.

## Működése
A vasmagos előtét, mint vasmagos tekercs egy további részekre nem bontható, alapvető áramköri elem. Ebből adódóan nincs benne további alkatrész, aminek a működését, vagy kölcsönhatásait más részekkel leírhatnánk, azonban mint alapvető áramköri elemnek, sajátos és csak rá jellemző elektrotechnikai tulajdonságai vannak, amivel a lámpatestben betöltött szerepét ellátja.
Az egyik feladata, hogy biztosítsa a fényforrás indítási feszültségét, a másik hogy szabályozza az üzemi áramot.
A gyújtási feszültség biztosítására a tekercs kikapcsolási feszültséglökését, mint a rá jellemző elektrotechnikai jellemzőt aknázzuk ki. A tekercs az elektronok mozgatásához szükséges energiát képes tárolni mágnesesség formájában. A rajta áthaladó áramerősség-változásnak ellenáll. Amikor töltjük, tehát amikor áram halad át rajta és felmágneseződik, akkor úgy áll ellen az áramlásnak, hogy az áramlást gátló, ellenirányú feszültségpolaritást vesz fel, ekkor terhelésként működik. Amikor pedig az áramerősség csökken, akkor pedig úgy áll ellen a változásnak, hogy a magában mágnesesség formájában tárolt energiát a végein fellépő feszültségpolaritás megfordításával visszaadja a környezetének, további mozgásra bírva a töltéshordozókat, így igyekezvén fenntartani az elektronok folyamatos továbbáramlását a már kialakult irányban. Vagyis az áramkör megszakítása után egy nagyon rövid ideig maga a tekercs válik feszültségforrássá. Ez a kikapcsolási feszültséglökés. 
A kikapcsolási feszültséglökés annál nagyobb, minél nagyobb a mágnesesség formájában tárolt energia a tekercsben. A vasmag pedig növeli az áram járta tekercs mágnesességét (és így a benne tárolható elektromotiv energiát), ezért alkalmazunk vasmagot.
Az üzemi áram korlátozását a tekercs saját induktív ellenállásával vagy technikailag helyes nevén induktív reaktanciájával éri el. Váltakozó feszültségű áramkörben a tekercs áramkorlátozó hatása elsősorban a váltakozó feszültség frekvenciájának és a tekercs egyedi induktivitásának a függvénye. Képletben ezt egyéb konstansokkal együtt a következő formula fejezi ki.
{\displaystyle X_{L}=2\cdot \pi \cdot f\cdot L}
pi = 3,14
f = a váltakozó feszültség frekvenciája
L = a tekercs induktivitása
Elektromos gázkisüléssel üzemelő fényforrások esetében a kikapcsolási feszültséglökésre azért van szükség, mert az elektronok áramlását az üvegbúrán belüli zárt kémiai térben ezzel tudjuk beindítani. A kémiai folyamatok elindulásához erre (azaz nagy feszültséglökésre) van szükség. Ugyanilyen típusú fényforrásokban az üzemi áram korlátozására pedig azért van szükség, mert a búrán belüli elektronáramlás lényegében korlátozás nélkül történik. Ha nem korlátozná semmi az áramerősséget (a fényforrást megelőző, vagy követő szakaszon), akkor az áramerősség minden határon túlnőne, vagyis rövidzárlat keletkezne. Ezt akadályozza meg a vasmagos előtét a saját induktív reaktanciájával.
A működéshez fontos szempont még, hogy a vasmagos előtét a lámpatesten belüli feladatát önmagában nem, csak kiegészítő alkatrészekkel képes ellárni. Láthattuk fentebb, hogy a kikapcsolási feszültséglökés létrejöttéhez az áramkört a felmágneseződés után meg kell szakítani. Ezt nem a vasmagos előtét végzi, hanem egy vele összekötött gyújtó, ami ugyanolyan szerves és fontos, sőt önálló és külön cserélhető része a vasmagos lámpatestnek, mint az előtét, vagy a fényforrás. A cserélhetőség alól kivételt képeznek a két-tüskés foglalattal rendelkező kompakt fénycsövek (pl. G24d1, G24d2, G24d3 stb.), ahol a gyújtó a foglalatba van integrálva.

## Üzemi jellemzők
- az áramkorlátozó szerepe miatt a rajta átfolyó áram egy része hővé alakul, mely veszteségként írható le
- mivel tekercsként működik, ezért az általa működtetett áramkör eredő ellenállása, helyes technikai nevén impedanciája induktív jellegű, ami csökkenti a teljesítménytényezőt (vagyis több energia kellene ugyanannak a teljesítménynek az eléréséhez, mint tisztán ohmikus ellenállás esetén), ezért a meddő teljesítmény kompenzálására minden esetben kondenzátort építenek be a lámpatestbe
- dimmelés semmilyen formában nem lehetséges

## Meghibásodás főbb formái
A vasmagos előtét mivel egy tovább nem osztható, egyszerű, saját elektrotechnikai tulajdonságokkal rendelkező, önálló áramköri alkotóelem, ezért meghibásodása jóformán csak az őt alkotó anyagok melegedés általi elöregedéséből eredhetnek.
A tekercselés zománcrétege, vagy a szigetelő fóliával, vagy lapokkal bevont oldalsó szigetelő részek öregedésével testzárlat, vagy menetzárlat léphet fel, ami a lámpatest helyes bekötésekor a kismegszakító önműködő lekapcsolását idézi elő. Az alkatrészt ilyenkor cserélni kell.
Előfordulhat az is, hogy a bekötési pontján a műanyag tokozású vezetékfogadó terminál szintén a melegedés hatására porózussá, törékennyé válik. Ha ez eltörik, szintén szigetelési és érintésvédelmi probléma áll fenn, melyet az alkatrész cseréjével orvosolni kell.

## Várható jövőjük
A vasmagos előtétek a gázkisüléssel működő lámpatestek első generációs indító-korlátozó alkatrészeinek tekinthetők. Piaci részesedésük már az őket felváltó elektronikus előtétek megjelenésével elkezdett visszaszorulni. Egy Európai Uniós szabályozás pedig 2023-tól több lépcsőben kivezeti a fénycsövek és kompakt fénycsövek forgalmazását az európai piacról, ami egyértelműen maga után vonja a maradék előtétek piaci részesedésének csökkenését is, de a teljes kivonásig és a készleten lévő fényforrások elhasználása miatt várhatóan még évekig találkozhatunk velük a gyakorlatban.